# Nuoto ai Giochi olimpici
Il nuoto fa parte del programma dei Giochi Olimpici sin dalla 1ª edizione di Atene 1896.
Le gare olimpiche sono state a lungo l'unico evento di rilevanza globale in ambito natatorio; la FINA, infatti, non ha organizzato un campionato mondiale fino al 1973. Il programma attuale prevede 34 gare, 17 maschili e 17 femminili.

## Edizioni
| Edizione               | Periodo                  | Sede/Impianto                                                   | Gare | Atleti | Paesi | Miglior nazione        |
| ---------------------- | ------------------------ | --------------------------------------------------------------- | ---- | ------ | ----- | ---------------------- |
| Atene 1896             | 11 aprile                | Porto di Zea                                                    | 4    | 19     | 4     | Ungheria (2/0/0)       |
| Parigi 1900            | 11 - 19 agosto           | Fiume Senna                                                     | 7    | 76     | 12    | Gran Bretagna (2/0/1)  |
| Saint Louis 1904       | 5 settembre              | Forest Park                                                     | 10   | 32     | 5     | Germania (4/2/2)       |
| Londra 1908            | 13 - 25 luglio           | White City Stadium                                              | 6    | 100    | 14    | Gran Bretagna (4/2/1)  |
| Stoccolma 1912         | 6 - 15 luglio            | Djurgårdsbrunnviken                                             | 9    | 120    | 17    | Germania (2/3/2)       |
| Anversa 1920           | 22 agosto - 1º settembre | Stade Nautique d'Antwerp                                        | 10   | 116    | 19    | Stati Uniti (8/5/3)    |
| Parigi 1924            | 13 - 20 luglio           | Piscine de Tourelles                                            | 11   | 169    | 23    | Stati Uniti (8/5/5)    |
| Amsterdam 1928         | 4 - 11 agosto            | Olympic Sports Park Swim Stadium                                | 11   | 182    | 28    | Stati Uniti (6/2/3)    |
| Los Angeles 1932       | 6 - 13 agosto            | John C. Argue Swim Stadium                                      | 11   | 128    | 20    | Giappone (5/5/2)       |
| Berlino 1936           | 8 - 15 agosto            | Olympiapark Schwimmstadion                                      | 11   | 248    | 29    | Giappone (4/2/5)       |
| Londra 1948            | 30 luglio - 7 agosto     | Empire Pool                                                     | 11   | 249    | 34    | Stati Uniti (8/6/1)    |
| Helsinki 1952          | 26 luglio - 2 agosto     | Helsinki Swimming Stadium                                       | 11   | 319    | 48    | Stati Uniti (4/2/3)    |
| Melbourne 1956         | 29 novembre - 7 dicembre | Olympic Pool                                                    | 13   | 235    | 33    | Australia (8/4/2)      |
| Roma 1960              | 26 agosto - 3 settembre  | Complesso natatorio del Foro Italico                            | 15   | 380    | 45    | Stati Uniti (9/3/3)    |
| Tokyo 1964             | 11 - 18 ottobre          | Yoyogi National Gymnasium                                       | 18   | 405    | 42    | Stati Uniti (13/8/8)   |
| Città del Messico 1968 | 18 - 26 ottobre          | Alberca Olímpica Francisco Márquez                              | 29   | 468    | 51    | Stati Uniti (21/15/16) |
| Monaco 1972            | 28 agosto - 4 settembre  | Olympiaschwimmhalle                                             | 29   | 532    | 52    | Stati Uniti (17/14/12) |
| Montréal 1976          | 18 - 25 luglio           | Piscine olympique de Montréal                                   | 26   | 471    | 51    | Stati Uniti (13/14/7)  |
| Mosca 1980             | 20 - 27 luglio           | Lužniki Sports Complex                                          | 26   | 333    | 41    | Germania Est (12/10/8) |
| Los Angeles 1984       | 29 luglio - 4 agosto     | Olympic Swim Stadium                                            | 29   | 494    | 67    | Stati Uniti (21/13/0)  |
| Seul 1988              | 18 - 25 settembre        | Jamsil Indoor Swimming Pool                                     | 31   | 633    | 77    | Germania Est (11/8/9)  |
| Barcellona 1992        | 26 - 31 luglio           | Piscine Bernat Picornell                                        | 31   | 641    | 92    | Stati Uniti (10/8/7)   |
| Atlanta 1996           | 20 - 26 luglio           | Georgia Tech Aquatic Center                                     | 32   | 762    | 117   | Stati Uniti (13/11/2)  |
| Sydney 2000            | 16 - 23 settembre        | Sydney International Aquatic Centre                             | 32   | 954    | 150   | Stati Uniti (14/8/10)  |
| Atene 2004             | 14 - 21 agosto           | Olympic Aquatic Centre                                          | 32   | 937    | 152   | Stati Uniti (12/9/9)   |
| Pechino 2008           | 9 - 17 agosto            | Centro Acquatico Nazionale, Shunyi Olympic Rowing-Canoeing Park | 34   | 1022   | 163   | Stati Uniti (12/9/10)  |
| Londra 2012            | 28 luglio - 4 agosto     | London Aquatics Centre, Serpentine Lake                         | 34   | 931    | 167   | Stati Uniti (16/9/6)   |
| Rio de Janeiro 2016    | 6 - 13 agosto            | Estádio Aquático Olímpico, Forte di Copacabana                  | 34   | 950    | 173   | Stati Uniti (16/8/9)   |
| Tokyo 2020             | 25 luglio - 6 agosto     | Tokyo Aquatics Centre, Odaiba                                   | 37   | 928    | 182   | Stati Uniti (11/10/9)  |
| Parigi 2024            | 27 luglio - 4 agosto     | Paris La Défense Arena, Nanterre                                | 37   | 852    | 194   | Stati Uniti (8/13/7)   |

## Programma
Il programma dei Giochi è cresciuto dalle 4 gare disputate nella prima edizione alle 34 svoltesi a Londra 2012; le donne hanno fatto il loro debutto a Stoccolma 1912. Le ultime prove inserite in calendario sono state la 10 km, ribattezzata "Maratona", che ha segnato il debutto del nuoto di fondo nei Giochi olimpici nell'edizione di Pechino 2008 e gli 800 m stile libero, presenti dall'edizione di Tokyo 2020.

### Gare maschili
| Gara                           | 96 | 00 | 04 | 08 | 12 | 20 | 24 | 28 | 32 | 36 | 48 | 52 | 56 | 60 | 64 | 68 | 72 | 76 | 80 | 84 | 88 | 92 | 96 | 00 | 04 | 08 | 12 | 16 | 20 | 24 |
| ------------------------------ | -- | -- | -- | -- | -- | -- | -- | -- | -- | -- | -- | -- | -- | -- | -- | -- | -- | -- | -- | -- | -- | -- | -- | -- | -- | -- | -- | -- | -- | -- |
| 50 m stile libero              |    |    |    |    |    |    |    |    |    |    |    |    |    |    |    |    |    |    |    |    | X  | X  | X  | X  | X  | X  | X  | X  | X  | X  |
| 100 m stile libero             | X  |    |    | X  | X  | X  | X  | X  | X  | X  | X  | X  | X  | X  | X  | X  | X  | X  | X  | X  | X  | X  | X  | X  | X  | X  | X  | X  | X  | X  |
| 200 m stile libero             |    | X  |    |    |    |    |    |    |    |    |    |    |    |    |    | X  | X  | X  | X  | X  | X  | X  | X  | X  | X  | X  | X  | X  | X  | X  |
| 400 m stile libero             |    |    |    | X  | X  | X  | X  | X  | X  | X  | X  | X  | X  | X  | X  | X  | X  | X  | X  | X  | X  | X  | X  | X  | X  | X  | X  | X  | X  | X  |
| 800 m stile libero             |    |    |    |    |    |    |    |    |    |    |    |    |    |    |    |    |    |    |    |    |    |    |    |    |    |    |    |    | X  | X  |
| 1500 m stile libero            |    |    |    | X  | X  | X  | X  | X  | X  | X  | X  | X  | X  | X  | X  | X  | X  | X  | X  | X  | X  | X  | X  | X  | X  | X  | X  | X  | X  | X  |
| 100 m dorso                    |    |    |    | X  | X  | X  | X  | X  | X  | X  | X  | X  | X  | X  |    | X  | X  | X  | X  | X  | X  | X  | X  | X  | X  | X  | X  | X  | X  | X  |
| 200 m dorso                    |    |    |    |    |    |    |    |    |    |    |    |    |    |    | X  | X  | X  | X  | X  | X  | X  | X  | X  | X  | X  | X  | X  | X  | X  | X  |
| 100 m rana                     |    |    |    |    |    |    |    |    |    |    |    |    |    |    |    | X  | X  | X  | X  | X  | X  | X  | X  | X  | X  | X  | X  | X  | X  | X  |
| 200 m rana                     |    |    |    | X  | X  | X  | X  | X  | X  | X  | X  | X  | X  | X  | X  | X  | X  | X  | X  | X  | X  | X  | X  | X  | X  | X  | X  | X  | X  | X  |
| 100 m farfalla                 |    |    |    |    |    |    |    |    |    |    |    |    |    |    |    | X  | X  | X  | X  | X  | X  | X  | X  | X  | X  | X  | X  | X  | X  | X  |
| 200 m farfalla                 |    |    |    |    |    |    |    |    |    |    |    |    | X  | X  | X  | X  | X  | X  | X  | X  | X  | X  | X  | X  | X  | X  | X  | X  | X  | X  |
| 200 m misti                    |    |    |    |    |    |    |    |    |    |    |    |    |    |    |    | X  | X  | X  |    | X  | X  | X  | X  | X  | X  | X  | X  | X  | X  | X  |
| 400 m misti                    |    |    |    |    |    |    |    |    |    |    |    |    |    |    | X  | X  | X  | X  | X  | X  | X  | X  | X  | X  | X  | X  | X  | X  | X  | X  |
| 4x100 m stile libero           |    |    |    |    |    |    |    |    |    |    |    |    |    |    | X  | X  | X  |    |    | X  | X  | X  | X  | X  | X  | X  | X  | X  | X  | X  |
| 4x200 m stile libero           |    |    |    | X  | X  | X  | X  | X  | X  | X  | X  | X  | X  | X  | X  | X  | X  | X  | X  | X  | X  | X  | X  | X  | X  | X  | X  | X  | X  | X  |
| 4x100 m misti                  |    |    |    |    |    |    |    |    |    |    |    |    |    | X  | X  | X  | X  | X  | X  | X  | X  | X  | X  | X  | X  | X  | X  | X  | X  | X  |
| Maratona 10 km                 |    |    |    |    |    |    |    |    |    |    |    |    |    |    |    |    |    |    |    |    |    |    |    |    |    | X  | X  | X  | X  | X  |
| Eventi non più disputati       |    |    |    |    |    |    |    |    |    |    |    |    |    |    |    |    |    |    |    |    |    |    |    |    |    |    |    |    |    |    |
| 50 yd stile libero             |    |    | X  |    |    |    |    |    |    |    |    |    |    |    |    |    |    |    |    |    |    |    |    |    |    |    |    |    |    |    |
| 100 yd stile libero            |    |    | X  |    |    |    |    |    |    |    |    |    |    |    |    |    |    |    |    |    |    |    |    |    |    |    |    |    |    |    |
| 100 m stile libero per marinai | X  |    |    |    |    |    |    |    |    |    |    |    |    |    |    |    |    |    |    |    |    |    |    |    |    |    |    |    |    |    |
| 220 yd stile libero            |    |    | X  |    |    |    |    |    |    |    |    |    |    |    |    |    |    |    |    |    |    |    |    |    |    |    |    |    |    |    |
| 440 yd stile libero            |    |    | X  |    |    |    |    |    |    |    |    |    |    |    |    |    |    |    |    |    |    |    |    |    |    |    |    |    |    |    |
| 500 m stile libero             | X  |    |    |    |    |    |    |    |    |    |    |    |    |    |    |    |    |    |    |    |    |    |    |    |    |    |    |    |    |    |
| 880 yd stile libero            |    |    | X  |    |    |    |    |    |    |    |    |    |    |    |    |    |    |    |    |    |    |    |    |    |    |    |    |    |    |    |
| 1000 m stile libero            |    | X  |    |    |    |    |    |    |    |    |    |    |    |    |    |    |    |    |    |    |    |    |    |    |    |    |    |    |    |    |
| 1200 m stile libero            | X  |    |    |    |    |    |    |    |    |    |    |    |    |    |    |    |    |    |    |    |    |    |    |    |    |    |    |    |    |    |
| 1 miglio stile libero          |    |    | X  |    |    |    |    |    |    |    |    |    |    |    |    |    |    |    |    |    |    |    |    |    |    |    |    |    |    |    |
| 4000 m stile libero            |    | X  |    |    |    |    |    |    |    |    |    |    |    |    |    |    |    |    |    |    |    |    |    |    |    |    |    |    |    |    |
| 100 yd dorso                   |    |    | X  |    |    |    |    |    |    |    |    |    |    |    |    |    |    |    |    |    |    |    |    |    |    |    |    |    |    |    |
| 440 yd rana                    |    |    | X  |    |    |    |    |    |    |    |    |    |    |    |    |    |    |    |    |    |    |    |    |    |    |    |    |    |    |    |
| 400 m rana                     |    |    |    |    | X  | X  |    |    |    |    |    |    |    |    |    |    |    |    |    |    |    |    |    |    |    |    |    |    |    |    |
| 4x50 yd stile libero           |    |    | X  |    |    |    |    |    |    |    |    |    |    |    |    |    |    |    |    |    |    |    |    |    |    |    |    |    |    |    |
| 200 m per squadre              |    | X  |    |    |    |    |    |    |    |    |    |    |    |    |    |    |    |    |    |    |    |    |    |    |    |    |    |    |    |    |
| 200 m ostacoli                 |    | X  |    |    |    |    |    |    |    |    |    |    |    |    |    |    |    |    |    |    |    |    |    |    |    |    |    |    |    |    |
| Nuoto subacqueo                |    | X  |    |    |    |    |    |    |    |    |    |    |    |    |    |    |    |    |    |    |    |    |    |    |    |    |    |    |    |    |

### Gare femminili
| Gara                     | 12 | 20 | 24 | 28 | 32 | 36 | 48 | 52 | 56 | 60 | 64 | 68 | 72 | 76 | 80 | 84 | 88 | 92 | 96 | 00 | 04 | 08 | 12 | 16 | 20 | 24 |
| ------------------------ | -- | -- | -- | -- | -- | -- | -- | -- | -- | -- | -- | -- | -- | -- | -- | -- | -- | -- | -- | -- | -- | -- | -- | -- | -- | -- |
| 50 m stile libero        |    |    |    |    |    |    |    |    |    |    |    |    |    |    |    |    | X  | X  | X  | X  | X  | X  | X  | X  | X  | X  |
| 100 m stile libero       | X  | X  | X  | X  | X  | X  | X  | X  | X  | X  | X  | X  | X  | X  | X  | X  | X  | X  | X  | X  | X  | X  | X  | X  | X  | X  |
| 200 m stile libero       |    |    |    |    |    |    |    |    |    |    |    | X  | X  | X  | X  | X  | X  | X  | X  | X  | X  | X  | X  | X  | X  | X  |
| 400 m stile libero       |    |    | X  | X  | X  | X  | X  | X  | X  | X  | X  | X  | X  | X  | X  | X  | X  | X  | X  | X  | X  | X  | X  | X  | X  | X  |
| 800 m stile libero       |    |    |    |    |    |    |    |    |    |    |    | X  | X  | X  | X  | X  | X  | X  | X  | X  | X  | X  | X  | X  | X  | X  |
| 1500 m stile libero      |    |    |    |    |    |    |    |    |    |    |    |    |    |    |    |    |    |    |    |    |    |    |    |    | X  | X  |
| 100 m dorso              |    |    | X  | X  | X  | X  | X  | X  | X  | X  | X  | X  | X  | X  | X  | X  | X  | X  | X  | X  | X  | X  | X  | X  | X  | X  |
| 200 m dorso              |    |    |    |    |    |    |    |    |    |    |    | X  | X  | X  | X  | X  | X  | X  | X  | X  | X  | X  | X  | X  | X  | X  |
| 100 m rana               |    |    |    |    |    |    |    |    |    |    |    | X  | X  | X  | X  | X  | X  | X  | X  | X  | X  | X  | X  | X  | X  | X  |
| 200 m rana               |    |    | X  | X  | X  | X  | X  | X  | X  | X  | X  | X  | X  | X  | X  | X  | X  | X  | X  | X  | X  | X  | X  | X  | X  | X  |
| 100 m farfalla           |    |    |    |    |    |    |    |    | X  | X  | X  | X  | X  | X  | X  | X  | X  | X  | X  | X  | X  | X  | X  | X  | X  | X  |
| 200 m farfalla           |    |    |    |    |    |    |    |    |    |    |    | X  | X  | X  | X  | X  | X  | X  | X  | X  | X  | X  | X  | X  | X  | X  |
| 200 m misti              |    |    |    |    |    |    |    |    |    |    |    | X  | X  |    |    | X  | X  | X  | X  | X  | X  | X  | X  | X  | X  | X  |
| 400 m misti              |    |    |    |    |    |    |    |    |    |    | X  | X  | X  | X  | X  | X  | X  | X  | X  | X  | X  | X  | X  | X  | X  | X  |
| 4x100 m stile libero     | X  | X  | X  | X  | X  | X  | X  | X  | X  | X  | X  | X  | X  | X  | X  | X  | X  | X  | X  | X  | X  | X  | X  | X  | X  | X  |
| 4x200 m stile libero     |    |    |    |    |    |    |    |    |    |    |    |    |    |    |    |    |    |    | X  | X  | X  | X  | X  | X  | X  | X  |
| 4x100 m misti            |    |    |    |    |    |    |    |    |    | X  | X  | X  | X  | X  | X  | X  | X  | X  | X  | X  | X  | X  | X  | X  | X  | X  |
| Maratona 10 km           |    |    |    |    |    |    |    |    |    |    |    |    |    |    |    |    |    |    |    |    |    | X  | X  | X  | X  | X  |
| Eventi non più disputati |    |    |    |    |    |    |    |    |    |    |    |    |    |    |    |    |    |    |    |    |    |    |    |    |    |    |
| 300 m stile libero       |    | X  |    |    |    |    |    |    |    |    |    |    |    |    |    |    |    |    |    |    |    |    |    |    |    |    |

### Gare miste maschili e femminili
| Gara                    | 20 | 24 |
| ----------------------- | -- | -- |
| Staffetta 4x100 m misti | X  | X  |

## Medagliere
Aggiornato a Parigi 2024. Sono indicate in corsivo le nazioni (o le squadre) non più esistenti.
NB: le statistiche riportate in questa e nella successiva sezione includono i risultati ottenuti nel corso dei Giochi olimpici intermedi, non riconosciuti ufficialmente dal CIO.
| Pos | Nazione           | Oro | Argento | Bronzo | Totale |
| --- | ----------------- | --- | ------- | ------ | ------ |
| 1   | Stati Uniti       | 267 | 193     | 151    | 611    |
| 2   | Australia         | 76  | 79      | 78     | 233    |
| 3   | Germania Est      | 38  | 32      | 22     | 92     |
| 4   | Ungheria          | 33  | 29      | 21     | 83     |
| 5   | Giappone          | 24  | 28      | 32     | 84     |
| 6   | Paesi Bassi       | 23  | 21      | 21     | 65     |
| 7   | Gran Bretagna     | 22  | 37      | 33     | 92     |
| 8   | Germania          | 21  | 31      | 52     | 102    |
| 9   | Cina              | 18  | 24      | 19     | 61     |
| 10  | Unione Sovietica  | 12  | 21      | 26     | 59     |
| 11  | Canada            | 12  | 20      | 31     | 63     |
| 12  | Francia           | 12  | 17      | 22     | 55     |
| 13  | Svezia            | 11  | 18      | 14     | 41     |
| 14  | Sudafrica         | 8   | 8       | 6      | 22     |
| 15  | Italia            | 7   | 8       | 20     | 35     |
| 16  | Squadra Unificata | 6   | 3       | 1      | 10     |
| 17  | Russia            | 5   | 9       | 9      | 23     |
| 18  | Ucraina           | 4   | 3       | 2      | 9      |
| 19  | Romania           | 4   | 2       | 5      | 11     |
| 20  | Irlanda           | 4   | 0       | 3      | 7      |
| 21  | Danimarca         | 3   | 5       | 7      | 15     |
| 22  | Tunisia           | 3   | 0       | 1      | 4      |
| 23  | Austria           | 2   | 6       | 6      | 14     |
| 24  | Brasile           | 2   | 4       | 11     | 17     |
| 25  | Zimbabwe          | 2   | 4       | 1      | 7      |
| 26  | Australasia       | 2   | 3       | 3      | 8      |
| 27  | Spagna            | 2   | 2       | 4      | 8      |
| 28  | ROC               | 2   | 2       | 4      | 8      |
| 29  | Nuova Zelanda     | 2   | 1       | 3      | 6      |
| 30  | Grecia            | 1   | 5       | 2      | 8      |
| 31  | Polonia           | 1   | 3       | 2      | 6      |
| 32  | Corea del Sud     | 1   | 3       | 1      | 5      |
| 33  | Belgio            | 1   | 2       | 2      | 5      |
| 34  | Costa Rica        | 1   | 1       | 2      | 4      |
| 35  | Argentina         | 1   | 1       | 1      | 3      |
| 35  | Bulgaria          | 1   | 1       | 1      | 3      |
| 37  | Jugoslavia        | 1   | 1       | 0      | 2      |
| 38  | Messico           | 1   | 0       | 1      | 2      |
| 38  | Suriname          | 1   | 0       | 1      | 2      |
| 40  | Lituania          | 1   | 0       | 0      | 1      |
| 40  | Kazakistan        | 1   | 0       | 0      | 1      |
| 40  | Singapore         | 1   | 0       | 0      | 1      |
| 43  | Hong Kong         | 0   | 2       | 2      | 4      |
| 44  | Bielorussia       | 0   | 2       | 1      | 3      |
| 45  | Slovacchia        | 0   | 2       | 0      | 2      |
| 46  | Finlandia         | 0   | 1       | 4      | 5      |
| 47  | Cuba              | 0   | 1       | 1      | 2      |
| 47  | Norvegia          | 0   | 1       | 1      | 2      |
| 49  | Svizzera          | 0   | 0       | 4      | 4      |
| 50  | Croazia           | 0   | 1       | 0      | 1      |
| 50  | Serbia            | 0   | 1       | 0      | 1      |
| 50  | Slovenia          | 0   | 1       | 0      | 1      |
| 53  | Filippine         | 0   | 0       | 2      | 2      |
| 54  | Trinidad e Tobago | 0   | 0       | 1      | 1      |
| 54  | Venezuela         | 0   | 0       | 1      | 1      |

## Nazioni e partecipanti
Nel corso delle varie edizioni dei Giochi hanno preso parte alle competizioni un totale di 8185 atleti (4816 uomini e 3393 donne) provenienti complessivamente da 193 nazioni. I record di partecipazione risalgono a Pechino 2008 per quanto riguarda gli atleti iscritti (1022) e Londra 2012 per il numero di nazioni presenti (167).
Sul podio sono saliti atleti provenienti da tutti i continenti.
Atleta più giovane:  Liana Vicens, 11 anni e 327 giorni (Città del Messico 1968).
Atleta più anziano:  Bartholomeus Roodenburch, 42 anni e 17 giorni (Londra 1908);  William Henry, 46 anni e 304 giorni ai Giochi intermedi.
La partecipazione di un atleta alle gare olimpiche è subordinata alla realizzazione, nel corso della stagione agonistica, di un tempo di qualificazione olimpica (Olympic Qualifying Time) stabilito dalla FINA. Ogni federazione o comitato olimpico può schierare fino a un massimo di due atleti per ogni singola gara, perciò la FINA può estendere la partecipazione agli atleti che hanno realizzato un risultato cronometrico più alto (l'Olympic Selection Time), fino a raggiungere il numero di 900 iscritti. Per il principio dell'universalità, le federazioni che non hanno atleti qualificati in base ai risultati cronometrici possono comunque iscrivere ai Giochi due atleti (un uomo e una donna).

Possono partecipare alle staffette un massimo di sedici squadre nazionali per ogni gara: le migliori dodici del precedente campionato mondiale e quelle che hanno stabilito i quattro migliori tempi nei 16 mesi precedenti all'Olimpiade. Per ciascuna delle due Maratone si qualificano di diritto i primi dieci del precedente mondiale a cui si aggiungono un rappresentante del paese ospitante, cinque rappresentanti delle federazioni continentali e altri 9 atleti attraverso un apposito torneo di qualificazione (il FINA Olympic Marathon Swim Qualifier), con un massimo di un atleta per federazione nazionale.

## Albo d'oro

### Gare miste uomini/donne

#### 4x100m misti
| Edizione                 | Oro           | Argento | Bronzo    |
| ------------------------ | ------------- | ------- | --------- |
| Tokyo 2020               | Gran Bretagna | Cina    | Australia |
| Parigi 2024              | Stati Uniti   | Cina    | Australia |
| Nazione meglio premiata: |               |         |           |

## Atleti plurimedagliati
Il nuotatore più medagliato nella storia è lo statunitense Michael Phelps, vincitore di 28 medaglie, di cui 23 d'oro, che lo rendono anche lo sportivo più medagliato in assoluto. Il record fu conquistato nel corso dell'edizione di Londra 2012 e aumentato ulteriormente a Rio de Janeiro 2016. Phelps detiene anche il record di ori vinti in una singola edizione (otto), stabilito a Pechino 2008, superando il precedente primato del connazionale Mark Spitz, che aveva vinto sette titoli olimpici a Monaco di Baviera 1972.
La seguente classifica prende in considerazione la totalità delle medaglie senza considerare gli stili e le gare in cui si sono vinte.
| Atleta                | Nazione       | Olimpiadi | Oro | Argento | Bronzo | Totale |
| --------------------- | ------------- | --------- | --- | ------- | ------ | ------ |
| Michael Phelps        | Stati Uniti   | 2004-2016 | 23  | 3       | 2      | 28     |
| Katie Ledecky         | Stati Uniti   | 2012-2024 | 9   | 4       | 1      | 14     |
| Jenny Thompson        | Stati Uniti   | 1992-2004 | 8   | 3       | 1      | 12     |
| Ryan Lochte           | Stati Uniti   | 2004-2016 | 6   | 3       | 3      | 12     |
| Dara Torres           | Stati Uniti   | 1984-2008 | 4   | 4       | 4      | 12     |
| Natalie Coughlin      | Stati Uniti   | 2004-2012 | 3   | 4       | 5      | 12     |
| Mark Spitz            | Stati Uniti   | 1968-1972 | 9   | 1       | 1      | 11     |
| Matt Biondi           | Stati Uniti   | 1984-1992 | 8   | 2       | 1      | 11     |
| Emma McKeon           | Australia     | 2016-2020 | 5   | 2       | 4      | 11     |
| Caeleb Dressel        | Stati Uniti   | 2016-2024 | 9   | 1       | 0      | 10     |
| Gary Hall jr.         | Stati Uniti   | 1996-2004 | 5   | 3       | 2      | 10     |
| Franziska van Almsick | Germania      | 1992-2004 | 0   | 4       | 6      | 10     |
| Ian Thorpe            | Australia     | 2000-2004 | 5   | 3       | 1      | 9      |
| Aleksandr Popov       | Russia        | 1992-2000 | 4   | 5       | 0      | 9      |
| Shirley Babashoff     | Stati Uniti   | 1972-1976 | 3   | 6       | 0      | 9      |
| Zoltán Halmay         | Ungheria      | 1900-1908 | 3   | 5       | 1      | 9      |
| Leisel Jones          | Australia     | 2000-2012 | 3   | 5       | 1      | 9      |
| Kaylee McKeown        | Australia     | 2020-2024 | 5   | 1       | 3      | 9      |
| Don Schollander       | Stati Uniti   | 1964-1968 | 7   | 1       | 0      | 8      |
| Charlie Daniels       | Stati Uniti   | 1904-1908 | 5   | 1       | 2      | 8      |
| Nathan Adrian         | Stati Uniti   | 2008-2016 | 5   | 1       | 2      | 8      |
| Dawn Fraser           | Australia     | 1956-1964 | 4   | 4       | 0      | 8      |
| Kornelia Ender        | Germania Est  | 1972-1976 | 4   | 4       | 0      | 8      |
| Roland Matthes        | Germania Est  | 1968-1976 | 4   | 2       | 2      | 8      |
| Inge de Bruijn        | Paesi Bassi   | 2000-2004 | 4   | 2       | 2      | 8      |
| Jason Lezak           | Stati Uniti   | 2000-2012 | 4   | 2       | 2      | 8      |
| Henry Taylor          | Gran Bretagna | 1906-1920 | 4   | 1       | 3      | 8      |
| Petria Thomas         | Australia     | 1996-2004 | 3   | 4       | 1      | 8      |
| Susie O'Neill         | Australia     | 1992-2000 | 2   | 4       | 2      | 8      |
| Mollie O'Callaghan    | Australia     | 2020-2024 | 5   | 1       | 2      | 8      |
| Ariarne Titmus        | Australia     | 2020-2024 | 4   | 3       | 1      | 8      |
| Regan Smith           | Stati Uniti   | 2020-2024 | 2   | 5       | 1      | 8      |

## Record olimpici
Le liste sono aggiornate a Parigi 2024.
| Gara                | Maschile | Maschile       | Femminile | Femminile           |
| ------------------- | -------- | -------------- | --------- | ------------------- |
| 50 m stile libero   | 21"07    | Caeleb Dressel | 23"66     | Sarah Sjöström      |
| 100 m stile libero  | 46"40    | Pan Zanle      | 51"96     | Emma McKeon         |
| 200 m stile libero  | 1'42"96  | Michael Phelps | 1'53"27   | Mollie O'Callaghan  |
| 400 m stile libero  | 3'40"14  | Sun Yang       | 3'56"46   | Katie Ledecky       |
| 800 m stile libero  | 7'38"19  | Daniel Wiffen  | 8'04"79   | Katie Ledecky       |
| 1500 m stile libero | 14'30"67 | Robert Finke   | 15'30"02  | Katie Ledecky       |
| 100 m dorso         | 51"85    | Ryan Murphy    | 57"28     | Regan Smith         |
| 200 m dorso         | 1'53"27  | Evgenij Rylov  | 2'03"73   | Kaylee McKeown      |
| 100 m rana          | 57"13    | Adam Peaty     | 1'04"82   | Tatjana Schoenmaker |
| 200 m rana          | 2'05"85  | Léon Marchand  | 2'18"95   | Tatjana Schoenmaker |
| 100 m farfalla      | 49"45    | Caeleb Dressel | 55"38     | Gretchen Walsh      |
| 200 m farfalla      | 1'51"21  | Léon Marchand  | 2'03"03   | Summer McIntosh     |
| 200 m misti         | 1'54"06  | Léon Marchand  | 2'06"56   | Summer McIntosh     |
| 400 m misti         | 4'02"95  | Léon Marchand  | 4'26"36   | Katinka Hosszú      |
| 4x100 m s.l.        | 3'08"24  | Stati Uniti    | 3'28"92   | Australia           |
| 4x200 m s.l.        | 6'58"56  | Stati Uniti    | 7'38"08   | Australia           |
| 4x100 m mista       | 3'26"78  | Stati Uniti    | 3'49"63   | Stati Uniti         |

### Record misti
| Gara          | Misto    | Misto                                                                |
| ------------- | -------- | -------------------------------------------------------------------- |
| 4x100 m mista | 3'37''43 | Stati Uniti (Ryan Murphy, Nicolas Fink, Gretchen Walsh, Torri Huske) |